# Tanguy Zénon
Pas d'image ? Cliquez ici

a Compétitions nationales et continentales officielles uniquement.

b Matchs officiels uniquement.
Tanguy Zenon, né le 8 mai 2002 à Perpignan, est un joueur de rugby à XIII français évoluant au poste d'ailier.
Formé à Baho puis Saint-Estève XIII Catalan, il intègre cette équipe lors de la saison 2020-2021 du Championnat de France. Il ne dispute pas les demi-finales que le club atteint lors des saisons 2021 et 2022. Le 2 septembre 2022, il dispute sa première rencontre en Super League avec les Dragons Catalans contre Wigan où une dizaine de joueurs font leurs débuts au sein du club.

## Biographie
Tanguy Zenon est issu d'une famille où le rugby à XIII est déjà bien présent puisque son père, Rechal Zenon, et son oncle, Ronel Zenon, ont tous deux évolué sous le maillot de Saint-Estève dans les années 1990.

## Palmarès
- Collectif :
  - Vainqueur de la Coupe de France : 2025 (Saint-Estève XIII Catalan).
  - Finaliste de la Super League : 2023 (Dragons Catalans).

### Détails en sélection
| 1. | 29 avril 2023   | Angleterre | 0-64 | Test-match | Arrière | - | - | - | - |
| 2. | 22 octobre 2024 | Ukraine    | 74-8 | Qualif. CM | Centre  | 4 | 1 | - | - |

#### Détails en club
| Saison    | Saison                      | Championnat           | Championnat | Championnat | Championnat | Championnat | Championnat | Championnat | Coupe      |
| Saison    | Saison                      | Comp.                 | Class.      | M           | Pts         | Ess.        | Buts        | Dp.         | Coupe      |
| --------- | --------------------------- | --------------------- | ----------- | ----------- | ----------- | ----------- | ----------- | ----------- | ---------- |
| 2020-2021 | Saint-Estève XIII Catalan   | Championnat de France | 1/2 finale  | 6           | 12          | 3           | -           | -           | Annulée    |
| 2021-2022 | Dragons Catalans            | Super League          | 1er tour    | 1           | -           | -           | -           | -           | -          |
| 2021-2022 | ↪ Saint-Estève XIII Catalan | Championnat de France | 1/2 finale  | 4           | 4           | 1           | -           | -           | Annulée    |
| 2022-2023 | Dragons Catalans            | Super League          | Finaliste   | 3           | 4           | 1           | -           | -           | -          |
| 2022-2023 | ↪ Saint-Estève XIII Catalan | Championnat de France | 8e          | 13          | 12          | 3           | -           | -           | 1/8 finale |
| 2022-2023 | Hull KR                     | Super League          | 1/2 finale  | 3           | 4           | 1           | -           | -           | Finaliste  |
| 2024-2025 | Saint-Estève XIII Catalan   | Championnat de France |             | 10          | 12          | 3           | -           | -           | Vainqueur  |